# Despoina
Pour les articles homonymes, voir Despina (homonymie).
Dans la mythologie grecque, Despoina (en grec ancien : Δέσποινα / Déspoina) est la fille de Déméter et de Poséidon, et la sœur d'Arion.
Déesse du gel, elle était la déesse des mystères des cultes arcadiens, où elle était vénérée sous le titre de Despoina (« la Maîtresse »), aux côtés de sa mère Déméter, l'une des figures centrales des mystères d'Éleusis. Son vrai nom ne pouvait être révélé qu'aux initiés à ses mystères. La seule source écrite est du IIe siècle av. J.-C. : Pausanias mentionne Déméter comme ayant deux filles, la première étant Korè, et Despoina la seconde. Zeus est donné comme étant le père de Korè, et Poséidon celui de Despoina. Pausanias explique aussi que Korè était Perséphone, mais il ne révèle pas le nom propre de Despoina.

## Mythe
Dans le mythe, Poséidon ayant vu Déméter alors qu'elle était à la recherche de sa fille Perséphone enlevée par Hadès, l'a désirée. Pour l'éviter, elle prit sa forme archaïque de jument, mais Poséidon prit la forme d'un étalon et s'unit avec elle. De cette union, Déméter donne naissance à une fille, Despoina, et à un cheval fabuleux, Arion. En raison de sa colère face à cette tournure des événements, Déméter reçut également l'épithète d'Érinys (la « rage »).
L'enfant fut confiée par Déméter, toujours à la recherche de sa fille aînée, au Titan Anytos, qui l'éleva et la nomma. Des deux filles de Déméter, Perséphone est la fille bien-aimée et Despoina était redoutée pour être une déesse liée aux phénomènes hivernaux tels que les gelées.

## Culte de Despoina
Le culte de Despoina fut très important dans l'histoire des cultes à mystères de la Grèce antique à Lycosoura, qui appartenaient à une strate d'une religion plus primitive en Arcadie. De toute évidence, les croyances religieuses des premiers peuples de langue grecque qui sont entrés dans la région se sont mélangées aux croyances de la population indigène. Selon B. Dietriech, la figure d'une déesse de la nature, de la naissance et de la mort était dominante dans les cultes minoens et mycéniens à l'âge du bronze. Wanax était son compagnon masculin (parèdre) dans le culte mycénien et, généralement, ce titre était appliqué au dieu Poséidon en tant que roi des mers.
Dans le mythe de la terre isolée d'Arcadie, l'esprit fluvial des enfers apparaît sous la forme d'un cheval (Poséidon Hippios), comme il était d'usage dans le folklore nord-européen. Il s'accouple avec la jument, Déméter, et de leur union, celle-ci enfanta le cheval fantastique Arion et une fille qui avait à l'origine la forme d'une jument elle aussi. Il semble que les divinités grecques aient commencé comme puissances de la nature, puis d'autres attributs leur furent donnés. Ces pouvoirs de la nature se sont transformés en une croyance aux nymphes et aux divinités à formes humaines et à tête ou queue d'animal. Certains d'entre eux, comme Pan et les Satyres (Silenoi), ont survécu jusqu'à l'âge classique. Les deux grandes déesses arcadiennes, Déméter et Despoina (plus tard Perséphone), étaient étroitement liées aux sources et aux animaux, et en particulier à la déesse Artémis (en grec ancien : Πότνια θηρῶν, Potnia thèrôn : « La maîtresse des animaux »), qui était la première nymphe.
Sur un relief en marbre à Lycosoura se trouve le voile de Despoina, sur lequel des figures humaines sont représentées avec les têtes de différents animaux, apparemment, dans une danse rituelle. Certains d'entre eux tiennent des flûtes. Celles-ci pourraient être une procession de femmes avec des masques d'animaux ou de créatures hybrides,. Des processions similaires de démons ou de figures humaines avec des masques d'animaux apparaissent sur les fresques mycéniennes et les bagues en or,. La plupart des temples ont été construits près de sources, et dans certains d'entre eux, il y a des preuves d'un feu qui était gardé toujours allumé. À Lycosoura, un feu brûlait en face du temple de Pan, le dieu bouc. Le mégaron d’Éleusis est assez semblable au « mégaron » de Despoina à Lycosoura.

### Sanctuaire à Lycosura

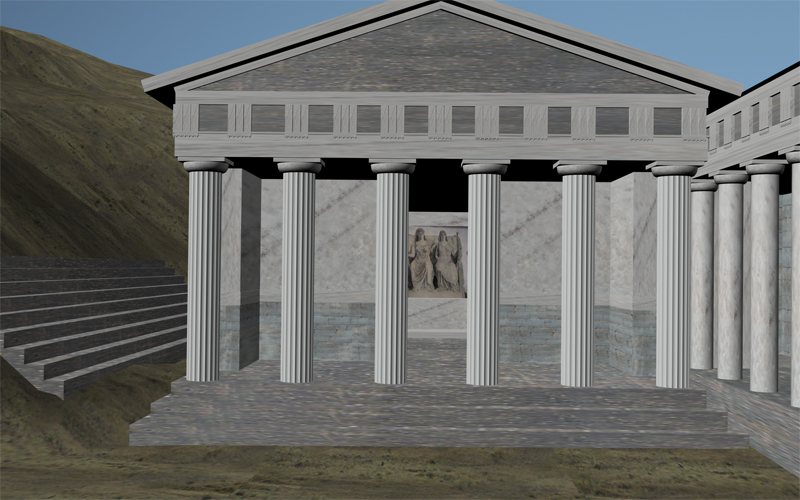
Reconstruction en perspective du temple de Despoina : les statues acrolithiques de Déméter (à gauche) et Despoina (à droite) sont visibles à l'échelle dans la cella.

Despoina était vénérée dans un sanctuaire à Lycosoura, à l'ouest de la ville de Mégalopolis. Bien que ce culte soit resté régional plutôt que de devenir panhellénique, il s'agit d'un site très important pour l'étude des anciennes religions à mystères. Plus tard, Despoina a été confondue avec Perséphone.
Son nom devant rester secret pour les non-initiés, elle était connue sous l'épithète de Despoina parmi la population générale, tout comme ils ont surnommé « Koré » (la jeune fille) la fille de Déméter par Zeus,.
Les femmes qui adoraient sur le site devaient respecter un code vestimentaire strict qui interdisait aux participantes de porter du noir ou du violet, peut-être parce que ces couleurs étaient portées par des prêtresses.

## Archéologie
À l'époque de la visite du sanctuaire de Lycosoura par Pausanias au IIe siècle de notre ère, les sculptures devaient avoir 300 ans ou plus. Au deuxième siècle de notre ère, une statue de l'empereur Hadrien a été consacrée dans le temple. Les pièces de monnaie de Mégalopolis, de la période des Sévères jusqu'au début du IIIe siècle, semblent représenter une statue du groupe statuaire du temple.
Un musée (es) situé sur le site archéologique abrite de petites découvertes ainsi qu'une partie de l'ensemble statuaire du culte, tandis que les restes des statues de culte de Despoina et de Déméter sont exposés au musée national archéologique d'Athènes. L'artefact le plus important de cette collection est le voile de Despoina, affichant un programme décoratif complexe, probablement représentatif des types de tissus brodés créés par des artistes contemporains. Sont également exposées les têtes d'Artémis, Déméter, Anytos et une Tritonide ayant fait partie du trône du sanctuaire.

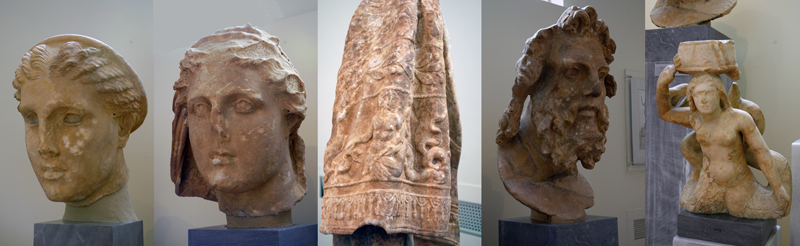
Éléments du groupe cultuel de Lycosoura, au Musée national archéologique d'Athènes : de gauche à droite, Artémis, Déméter, le voile de Despoina, Anytos et une Tritonide.

## Évocation moderne

### Astronomie
Son nom a été donné à un satellite naturel de Neptune, Despina, découvert le 28 juillet 1989. Avant que ce nom ne lui soit donné, la troisième lune de Neptune portait la désignation provisoire S/1989 N 3.